# Opere d'arte perdute
Le opere d'arte perdute sono opere d'arte originali che fonti attendibili indicano siano esistite in passato, ma che non si trovano nei cataloghi di musei o collezioni private perché distrutte deliberatamente o accidentalmente, o scomparse per ignoranza o mancanza di intenditori.
L'FBI tiene una lista di Top Ten dei Reati in un libro del 2006 di Simon Houpt, ma anche diversi giornali e mezzi di comunicazione hanno stilato liste di quelle che vengono considerate le più significative perdite nella storia dell'arte.

## Opere perdute col valore di mercato stimato più alto

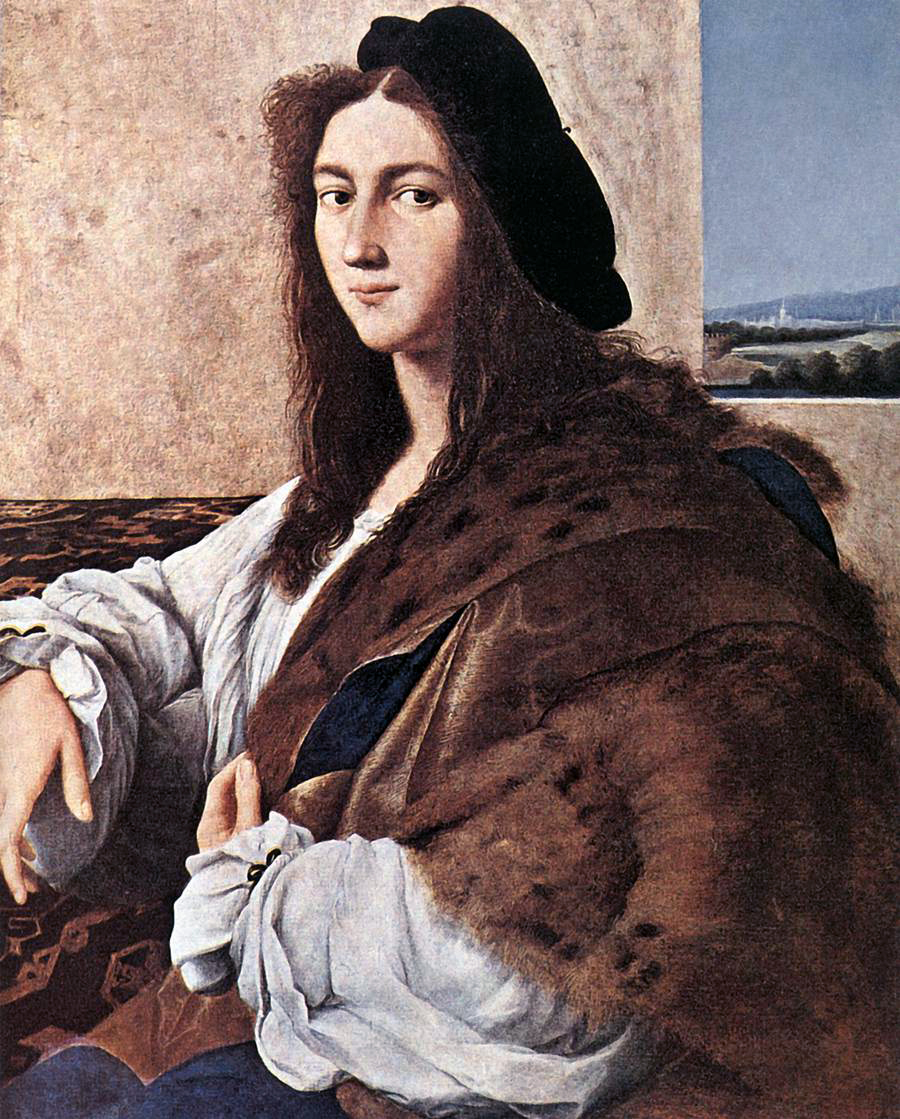
Ritratto di giovane uomo di Raffaello
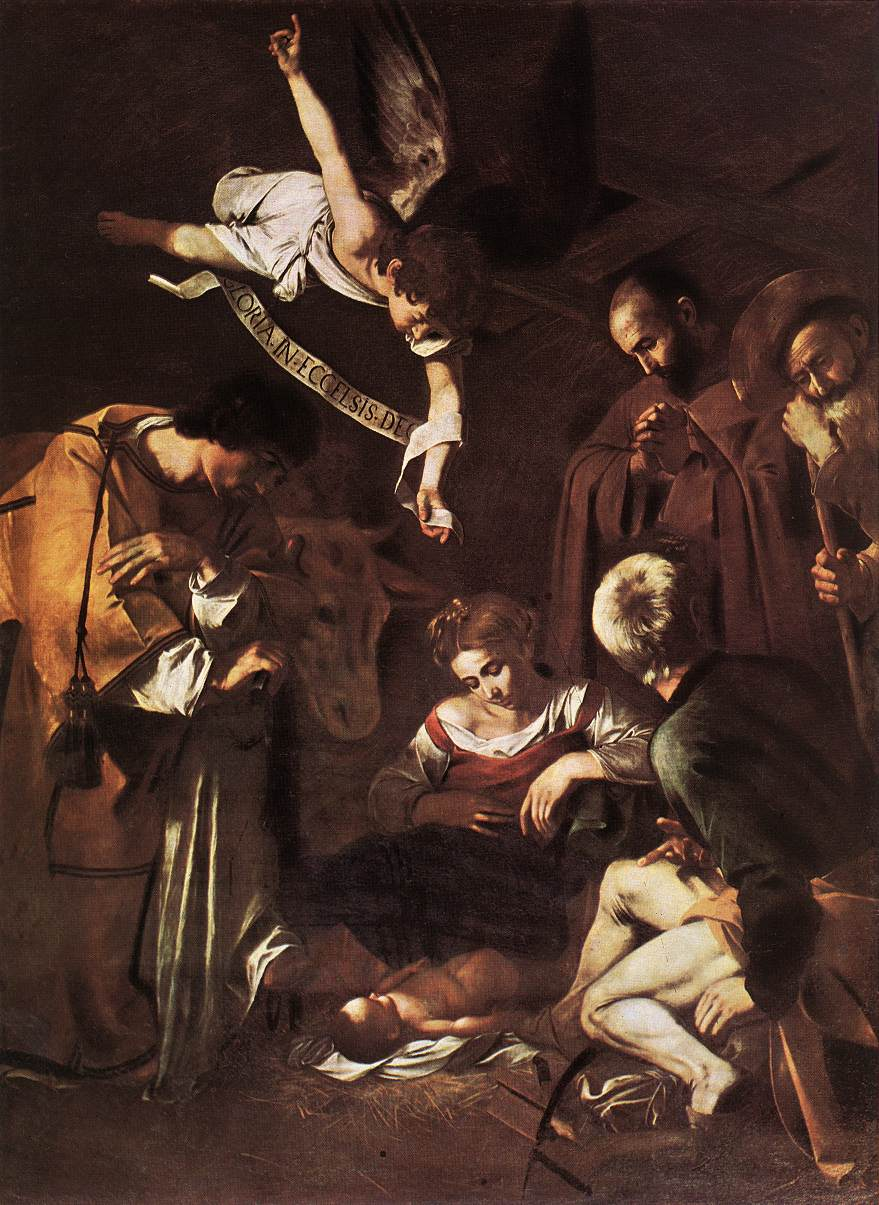
Natività con i santi Lorenzo e Francesco d'Assisi di Caravaggio
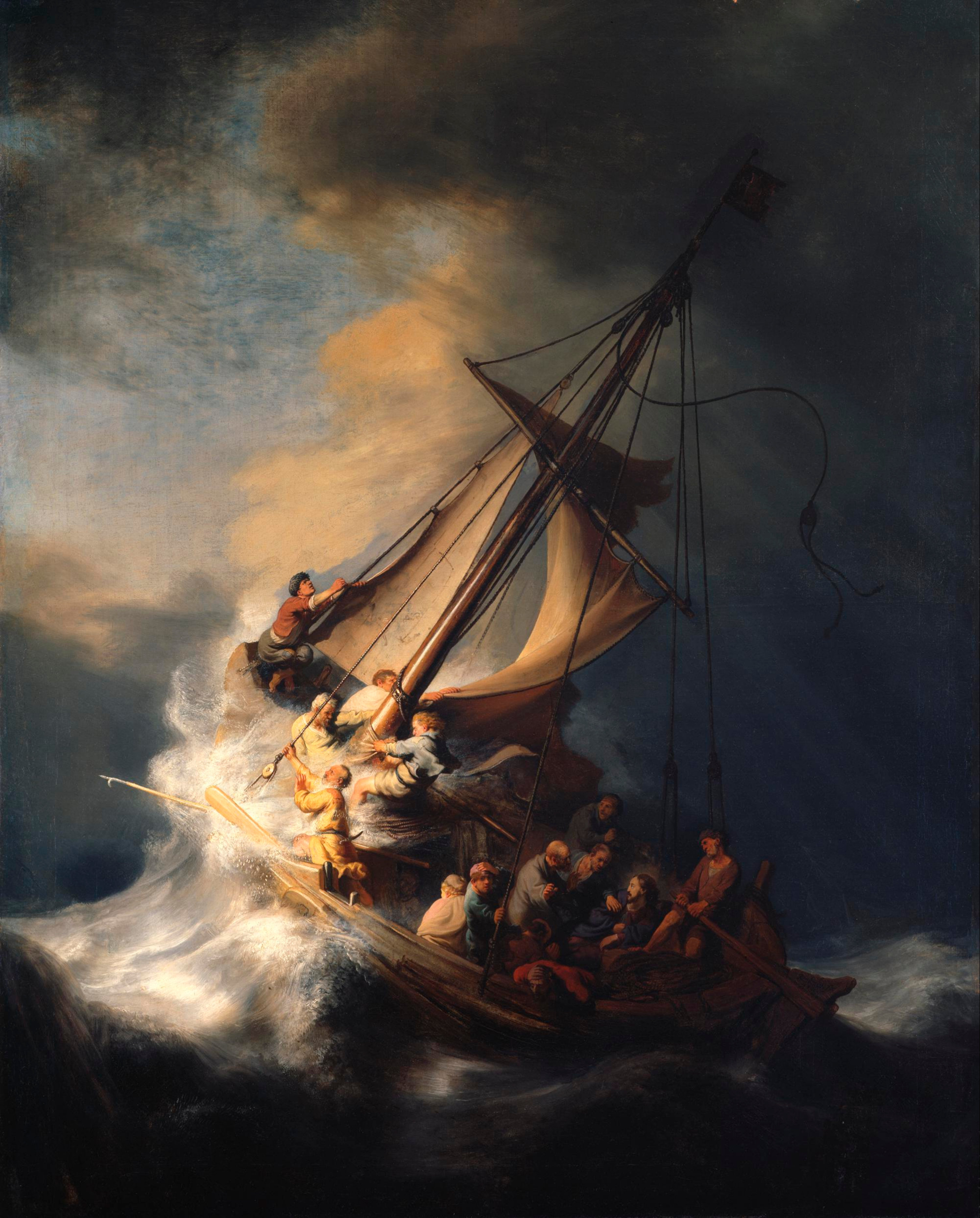
Cristo nella tempesta sul mare di Galilea di Rembrandt
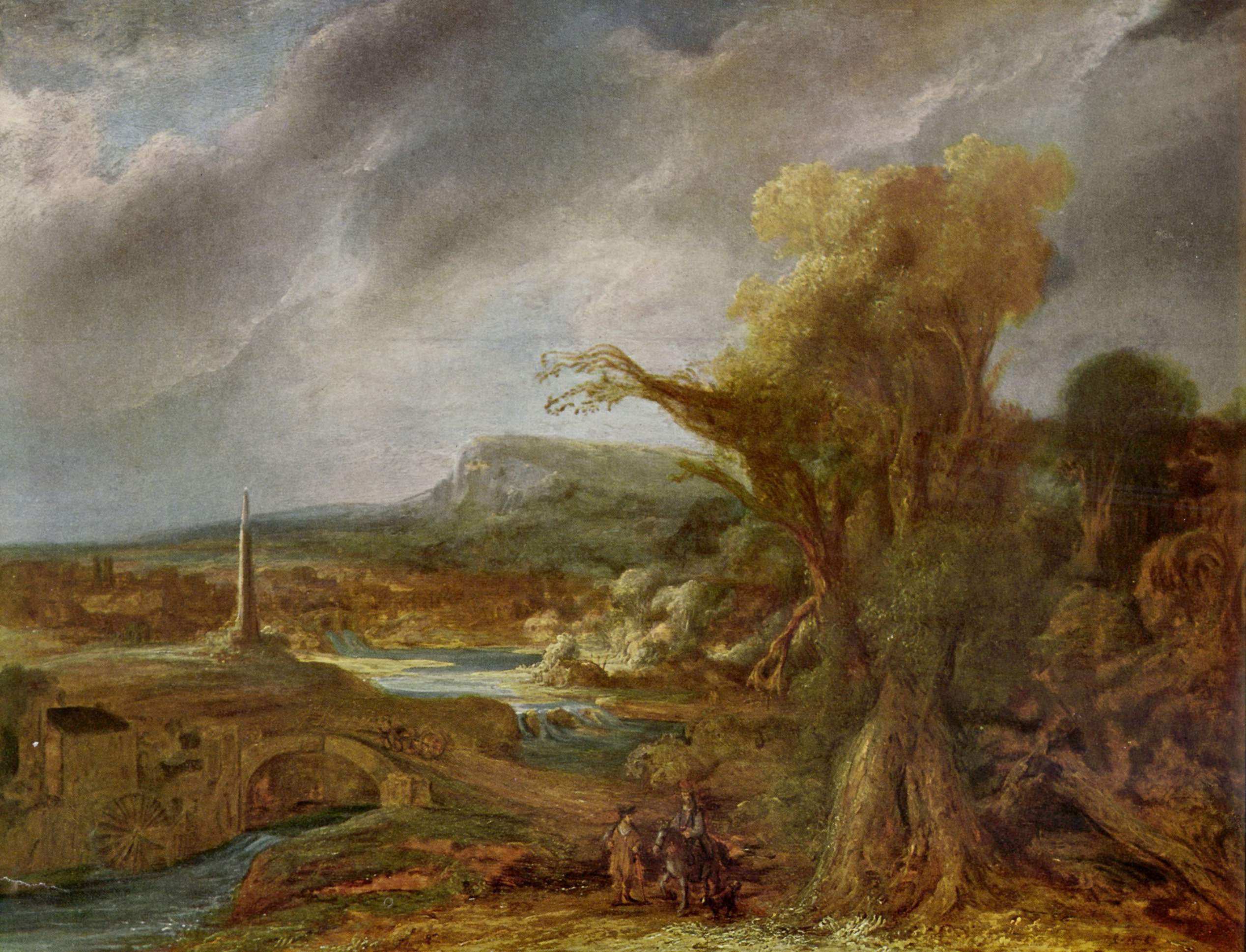
Paesaggio con obelisco di Govert Flinck
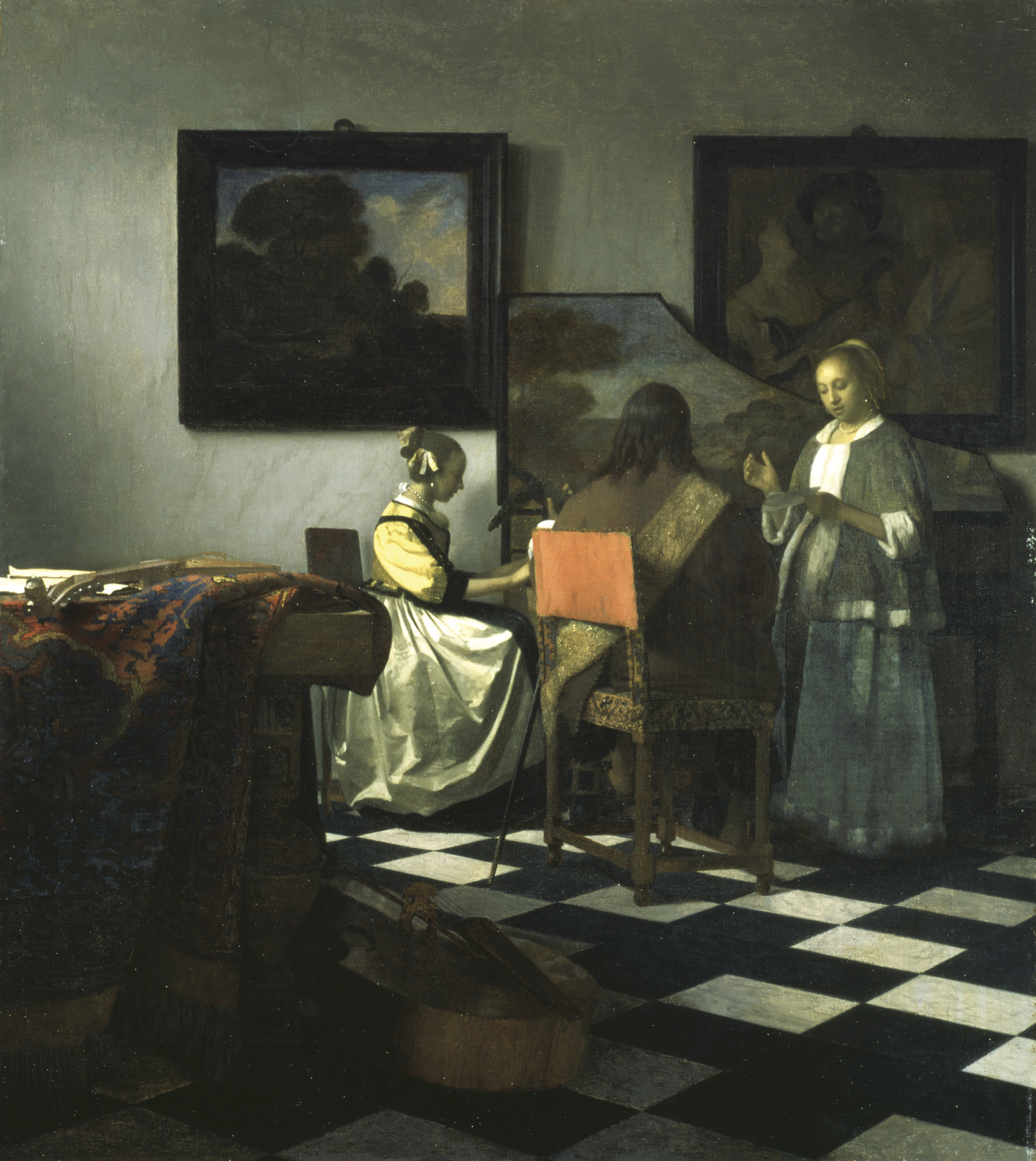
Concerto a tre di Vermeer
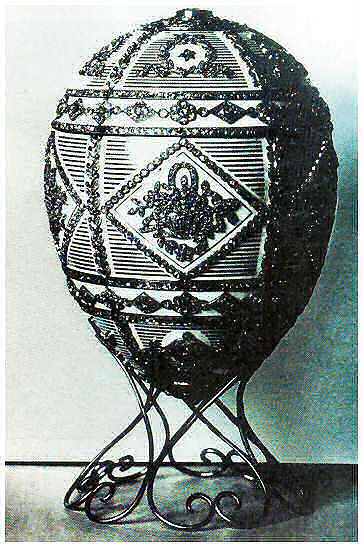
Uovo in memoria di Alessandro III di Fabergé
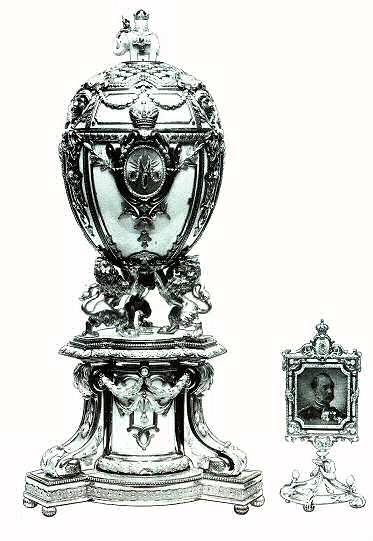
Uovo reale danese di Fabergé
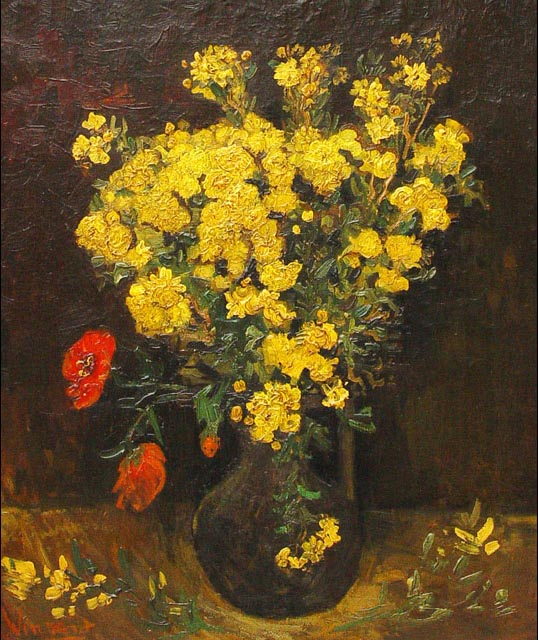
Vaso con Lychnis di Van Gogh
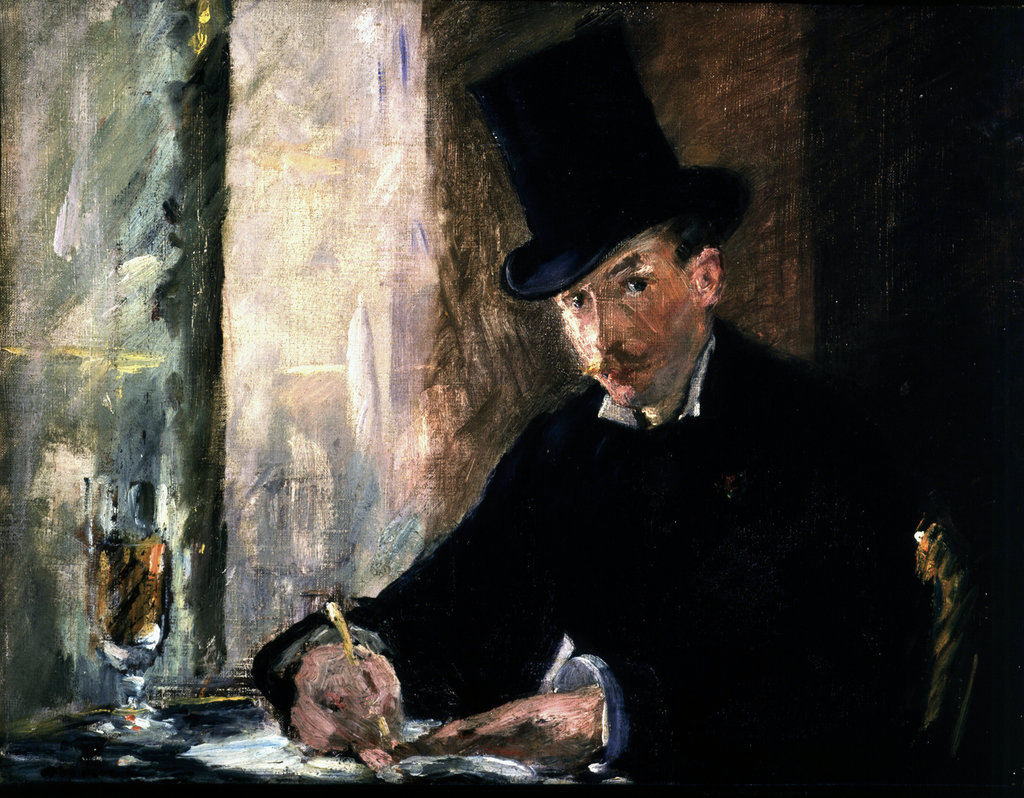
Chez Tortoni di Édouard Manet
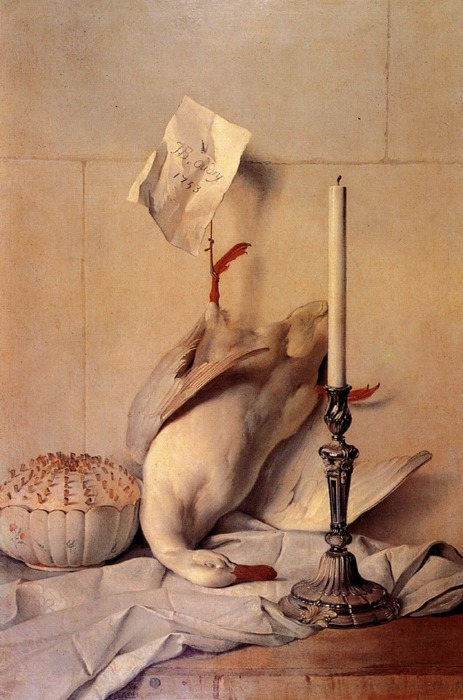
Anatra bianca di Jean-Baptiste Oudry
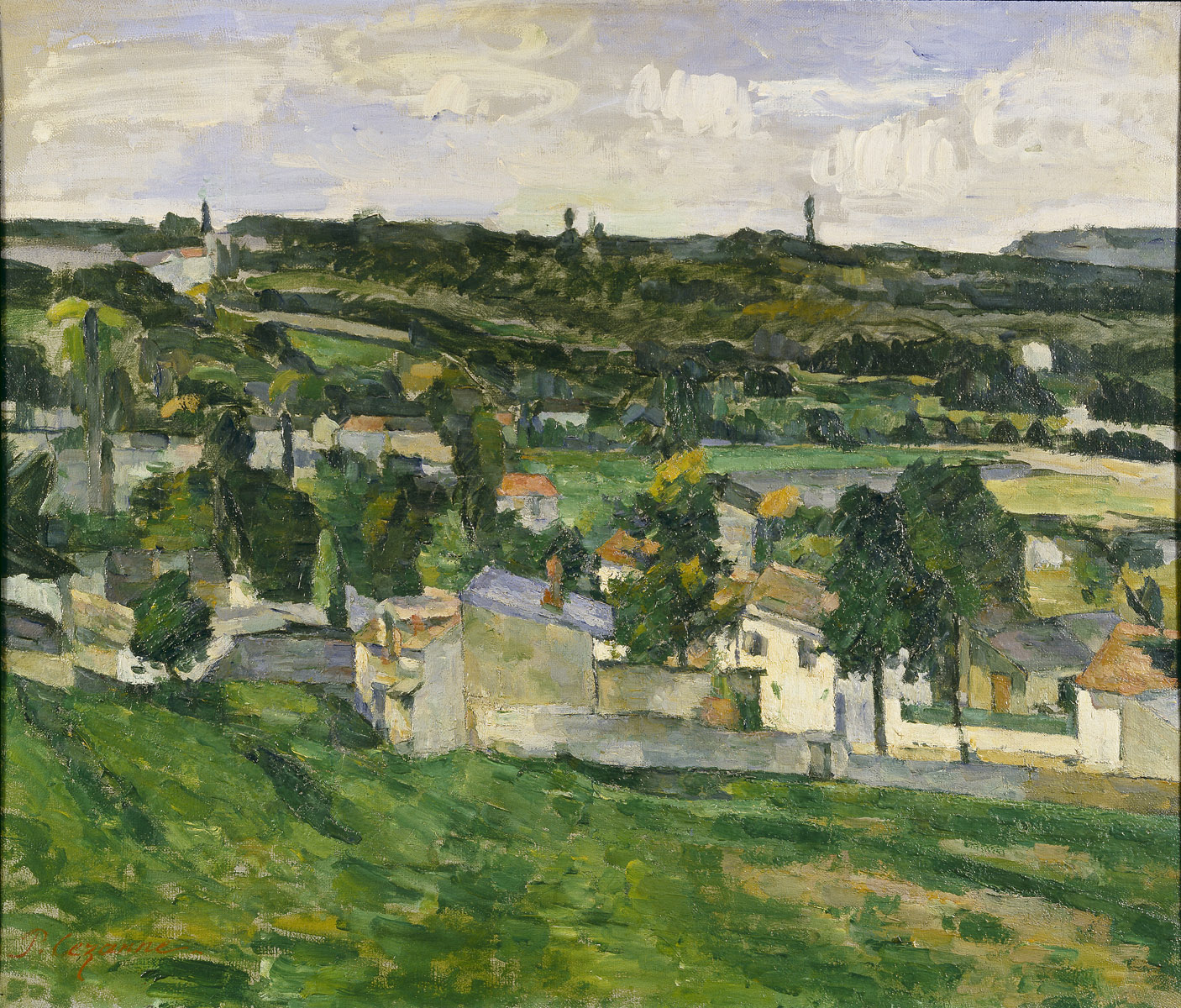
Vista di Auvers-sur-Oise di Cézanne

### Prima del XVI secolo
| Stato                     | Anno (stimato) | Conosciuto come                                                                                       | Artista                                             | Commissione/provenienza nota | Causa della perdita | Anno della perdita (stimato) | Copie e documenti sopravvissuti |
| ------------------------- | -------------- | --- | --------------------------------------------------- | --- | --- | ---------------------------- | --- |
| Distrutto                 | 475-25 a.C.    | Sacco di Troia                                                                                        | Polignoto di Taso                                   | Cnido a Delfi | |                              | Pausania su Descrizione della Grecia, Capitolo X |
| Distrutto                 | 475-25 a.C.    | Ulisse nell'ade                                                                                       | Polignoto di Taso                                   | Cnido a Delfi | |                              | Pausania su Descrizione della Grecia, Capitolo X |
| Distrutta                 | 450-40 a.C.    | Athena Lemnia, di bronzo                                                                              | Fidia                                               | Riposta nel Partenone | |                              | |
| Scomparso                 | 447 a.C.       | Athena Parthenos                                                                                      | Fidia                                               | Originariamente riposta nel Partenone | | 900-99                       | |
| Distrutta                 | 435 a.C.       | Statua di Zeus a Olimpia                                                                              | Fidia                                               | | Probabilmente nell'incendio del palazzo di Lauso                                                                                               | 425-472                      | |
| Presumibilmente distrutta | 450-400 a.C.   | Donna centauro accudisce una coppia di gemelli                                                        | Zeusi                                               | Parte del bottino del Generale romano Silla durante la Prima guerra mitridatica                                                                                              | Naufragio (vedi il relitto di Anticitera) | 86 a.C.                      | |
| Distrutta                 | 399-00 a.C.    | Afrodite cnidia, scultura in marmo                                                                    | Prassitele                                          | | |                              | |
| Distrutta                 | 399-00 a.C.    | Ercole seduto, una statua colossale in bronzo                                                         | Lisippo                                             | inizialmente nell'acropoli di Taranto fu portato a Roma da Fabio Massimo, 209 a.C., e installato sul Campidoglio; spostato in seguito a Costantinopoli e posto all'ippodromo | Quarta crociata, fuso in monete dai crociati                                                                                                   | 1204                         | |
| Scomparsa                 | 399-00 a.C.    | Eros con l'arco bronzo                                                                                | Lisippo                                             | | |                              | Varie copie esistenti |
| Scomparsa                 | 399-00 a.C.    | Agias bronzo                                                                                          | Lisippo                                             | | |                              | Copia in marmo preservata a Delfi |
| Scomparsa                 | 340-30 a.C.    | Versatore dell'olio bronzo                                                                            | Lisippo                                             | | |                              | Varie copie romane in marmo |
| Scomparsa                 | 340-30 a.C.    | Ercole Farnese bronzo                                                                                 | Lisippo                                             | | |                              | Copie in marmo di Glicone (scultore) |
| Scomparsa                 | 330 a.C.       | Apoxyómenos bronzo                                                                                    | Lisippo                                             | Il generale romano Marco Vipsanio Agrippa mise una copia del capolavoro di Lisippo nelle Terme di Agrippa che eresse a Roma, intorno al 20 a.C.                              | |                              | Descrizione nella Storia Naturale di Plinio il Vecchio, varie copie in marmo                                                                           |
| Scomparsa                 | 356-23 a.C.    | Alessandro il Grande bronzo                                                                           | Lisippo                                             | | |                              | |
| Distrutta                 | 292-80 a.C.    | Colosso di Rodi                                                                                       | Chares of Lindos                                    | | Terremoto di Rodi | 226 a.C.                     | |
| Scomparsa                 | 60-84          | Hodegetria                                                                                            | San Luca                                            | | | 1261-                        | |
| Distrutta                 | 193-526        | Regisole                                                                                              |                                                     | Innalzato a Ravenna, spostato a Pavia nel Medioevo, era esposto davanti alla cattedrale                                                                                      | vandalismo nel Club Giacobino di Pavia (distrutto perché simbolo della monarchia)                                                              | 1796                         | |
| Scomparsa                 | 400-525        | Immagine di Edessa                                                                                    |                                                     | | Sacco di Costantinopoli Rivoluzione francese                                                                                                   | 1204 1789–99                 | |
| Distrutta                 | 425            | Ritratti delle famiglie imperiali dell'Est e dell'Ovest mosaico                                       |                                                     | commissionato da Galla Placidia nella chiesa di San Giovanni Evangelista, Ravenna                                                                                            | | 1747                         | |
| Distrutta                 | 425            | Ritratto del vescovo di Ravenna mosaico                                                               |                                                     | commissionata da Galla Placidia nella chiesa di San Giovanni Evangelista, Ravenna                                                                                            | | 1747                         | |
| Distrutta                 | 500-99         | Buddha di Bamyan                                                                                      |                                                     | | Iconoclastia talebana | 2001                         | |
| Presumibilmente distrutta | 500-99         | Camuliana                                                                                             |                                                     | | Iconoclastia bizantina | 727-842                      | |
| Distrutta                 | 600            | Icona di Cristo Chalkit                                                                               |                                                     | | Iconoclastia di Leone III | 726-30                       | |
| Distrutta                 | 1070–79        | Arazzo di Bayeux, porzione finale                                                                     |                                                     | | Rimossa deliberatamente in un certo momento |                              | |
| Distrutta                 | 1277–85        | I mosaici sulla facciata ed i cicli di con storie dal Nuovo e dal Vecchio Testamento                  | Cavallini, Pietro                                   | Presso la Basilica di San Paolo fuori le Mura a Roma | Incendio | 1823                         | |
| Distrutta                 | 1305–13        | Navicella mosaico                                                                                     | Giotto                                              | Fuori l'Antica Basilica di San Pietro in Vaticano | Spostata e ampiamente rimaneggiata nel XVII secolo                                                                                             | 1600–1675                    | |
| Scomparsa                 | 1308           | Incoronazione della Vergine, pannello della Maestà del Duomo di Siena                                 | Duccio                                              | | Smontata | 1711                         | |
| Scomparsa                 | 1308           | Assunzione della Vergine, pannello della Maestà del Duomo di Siena                                    | Duccio                                              | | Smontata | 1711                         | |
| Scomparsa                 | 1308           | Ascensione di Cristo, pannello della Maestà del Duomo di Siena                                        | Duccio                                              | | Smontata | 1711                         | |
| Scomparsa                 | 1308           | Cristo in maestà, pannello della Maestà del Duomo di Siena pala d'altare                              | Duccio                                              | | Smontato | 1711                         | |
| Scomparsa                 | 1328–37        | affresco allegorico del Comune di Firenze                                                             | Giotto                                              | dipinto per il Palazzo del Podestà, ora al Bargello, Firenze | |                              | Descritto dal Vasari come un giudice seduto con lo scettro, affiancato a figure relative alla Fortuna, alla Prudenza, alla Giustizia e alla Temperanza |
| Scomparsa                 | 1314–28        | Storie degli Apostoli, affresco                                                                       | Giotto                                              | Per la cappella Giugni della Basilica di Santa Croce, Firenze | |                              | |
| Scomparsa                 | 1297–1337      | Dipinto della Vergine                                                                                 | Giotto                                              | Lasciato in eredità da Petrarca a Francesca da Carrara, signora di Padova, 1370                                                                                              | |                              | |
| Distrutta                 | 1317–48        | Santa Margherita di Cortona resuscita Suppolino affresco                                              | Lorenzetti, Ambrogio                                | nella chiesa di Santa Margherita, Cortona | Distrutta | ~1650                        | |
| Scomparsa                 | 1327–44        | Laura (Laura de Noves)                                                                                | Martini, Simone                                     | | |                              | Il dipinto rappresenta i sonetti 77 e 78, Rime sparse (1372) di Petrarca                                                                               |
| Distrutta                 | 1390–1425      | Vergine circondata da Santi ed Angeli (1402)                                                          | Monaco, Lorenzo                                     | | Incendio della Flakturm di Friedrichshain | 1945                         | |
| Scomparsa                 | 1410           | Joshua terra cotta                                                                                    | Donatello                                           | Tribuna nord del Duomo di Firenze | Scomparsa nel 18' secolo | 1700–1799                    | |
| Scomparsa                 | 1428           | Dovizia in pietra                                                                                     | Donatello                                           | Su una colonna davanti al Battistero del Duomo, poi nel Mercato Vecchio, Firenze                                                                                             | Rimpiazzata nel 18' secolo, ora perduta | 1700–1799                    | Copies in terra cotta from the workshop of Giovanni della Robbia exist                                                                                 |
| Distrutta                 | 1427–28        | Affreschi                                                                                             | da Fabriano, Gentile Pisanello                      | Nella Basilica di San Giovanni in Laterano, Roma | Distrutti durante la ricostruzione | 1647                         | |
| Distrutta                 | 1425–30        | Mosaico di San Pietro benedicente                                                                     | Paolo Uccello                                       | Sulla facciata della Basilica di San Marco, Venezia | Rimpiazzato da mosaici di Gaetano | 1617–18                      | |
| Distrutta                 | 1432           | Uomini Illustri ciclo di affreschi                                                                    | da Panicale, Masolino Uccello                       | Per il palazzo del Cardinale Orsini a Roma | |                              | Ne esiste una copia ad acquerello di Leonardo da Besozzo                                                                                               |
| Distrutta                 | 1425           | Sagra del Carmine affresco a monocromo                                                                | Masaccio                                            | Per il chiostro di Santa Maria del Carmine, Firenze | Distrutta | 1600                         | |
| Distrutta                 | 1425–69        | Conferma dei Ruoli dei Carmelitani affresco                                                           | Lippi, Filippo                                      | Nel chiostro di Santa Maria del Carmine, Firenze | Fire | 1771                         | Un frammento scoperto nel 1860 sopravvive in loco |
| Scomparsa                 | 1423           | Crocifisso Dipinto                                                                                    | Fra Angelico                                        | per la chiesa domenicana di Santa Maria Novella, Firenze | |                              | |
| Distrutta                 | 1456           | Giudizio Universale                                                                                   | Fra Angelico, scuola di                             | | Incendio della Flakturm di Friedrichshain | 1945                         | |
| Distrutta                 | 1440–57        | Flagellazione affresco                                                                                | del Castagno, Andrea                                | Nel chiostro della Basilica di Santa Croce, Firenze | Distrutta nel XVII secolo | 1600–1699                    | |
| Distrutta                 | 1450–52        | Vita della Vergine affreschi                                                                          | Veneziano, Domenico del Castagno, Andrea            | Nella chiesa di Sant'Egidio (Santa Maria Nuova), Firenze | Distrutta | 1594                         | |
| Distrutta                 | 1449–56        | Vita di Santa Rosa ciclo di affreschi                                                                 | Gozzoli, Benozzo                                    | Per la chiesa di Santa Rosa, Viterbo | 1632 restauri della chiesa | 1632                         | Rimangono l'autografo ed altri disegni, e una descrizione contemporanea                                                                                |
| Distrutta                 | 1450–76        | Scene dalla vita di San Nicola pala d'altare                                                          | da Messina, Antonello                               | Per la Confraternita di San Nicolò della Montagna a Messina, visitata da Cavalcaselle nel 1871                                                                               | Distrutta nel Terremoto di Messina del 1908 | 1908                         | |
| Distrutta                 | 1496           | Vergine e Bambino in Gloria con i Santi Giovanni Evangelista, Francesco, Girolamo e Giovanni Battista | Ghirlandaio, Domenico                               | Nella chiesa di San Francesco a San Casciano, Val di Pesa fino al 1810. | Incendio della Flakturm di Friedrichshain | 1945                         | |
| Distrutta                 | 1470–92        | Vari dipinti originali con soggetti "pagani"                                                          | Botticelli                                          | | Falò delle Vanità |                              | |
| Distrutta                 | 1478           | Piero di Cosimo de' Medici                                                                            | Botticelli                                          | già nel Museo Civico Gaetano Filangieri, Napoli | Distrutta nella II Guerra Mondiale | 1939–45                      | Esistono fotografie |
| Distrutta                 | 1478-          | Affreschi descriventi i cospiratori della Congiura dei Pazzi contro i Medici                          | Botticelli                                          | Dipinti o nel Bargello o nella Dogana di Firenze | Rimossi per volontà del Papa Alessandro VI dopo la caduta dei Medici                                                                           | 1494                         | |
| Distrutta                 | 1487–90        | Affreschi su temi mitologici, tra cui la Forgia di Vulcano                                            | Botticelli, Ghirlandaio, Filippino Lippi e Perugino | Per Lorenzo de' Medici nel salone e la loggia esterna della sua villa a Spedaletto, presso Volterra                                                                          | Danneggiati dall'umido ed infine distrutti dal fuoco all'inizio del 19' secolo                                                                 | 1800–1850                    | |
| Distrutta                 | 1456–1515      | Affresco per il Trionfo di Traiano                                                                    | Vincenzo Foppa                                      | Dono per il Banco dei Medici in Via de' Bossi, Milano | |                              | Ne rimane un frammento nella Wallace Collection, Londra                                                                                                |
| Distrutta                 | 1485           | Pala d'altare per la chiesa di Santa Maria dei Battuti a Belluno                                      | Alvise Vivarini                                     | | Distrutta dal fuoco a Berlino durante la II Guerra Mondiale                                                                                    | 1939–45                      | |
| Distrutta                 | 1488           | Affreschi, tra cui un Battesimo di cristo per la Cappella del Belvedere del Vaticano                  | Andrea Mantegna                                     | | Distrutti sotto Papa Pio VI per permettere la costruzione del Museo Pio-Clementino                                                             | 1780                         | |
| Distrutta                 | 1450–57        | Affreschi della vita di San Giacomo e San Cristoforo                                                  | Andrea Mantegna                                     | per la Cappella Ovetari della Chiesa degli Eremitani, Padova | Distrutta nel Bombardamento Alleato di Padova, 11 Marzo                                                                                        | 1944                         | Gli affreschi dell'Assunzione e Corpo di San Cristoforostaccati nel 1880 rimangono, come le fotografie                                                 |
| Distrutta                 | 1457–60        | Lamento del popolo sulla morte del Gattamelata                                                        | Andrea Mantegna                                     | Affresco nel Palazzo Gattamelata, Padova | Incendio il 5 Novembre | 1760                         | |
| Distrutta                 | 1470–1515      | Pala d'altare di Santa Caterina da Siena (Sacra Conversazione)                                        | Giovanni Bellini                                    | Nella Cappella del Rosario della Chiesa dei Santi Giovanni e Paolo, Venezia                                                                                                  | Incendio | 1867                         | |
| Distrutta                 | 1494           | Cena ad Emmaus                                                                                        | Giovanni Bellini                                    | Dipinta per Giorgio Cornaro di Venezia | Incendio a Vienna nel 18' secolo | 1700–1799                    | |
| Distrutta                 | 1478–80        | Ascensione con Cristo in Gloria affresco                                                              | Melozzo da Forlì                                    | Per il coro della Chiesa dei Santi Apostoli, Roma | Restauro per allargare il coro | 1711                         | Frammenti conservati nel Vaticano e nel Quirinale |
| Distrutta                 | 1483           | Distruzione di -troia affresco                                                                        | Lorenzo Costa                                       | Per la Loggia del Palazzo Bentivoglio, Bologna | Distrutto col palazzo da una rivolta | 1507                         | Frammenti nella Pinacoteca Nazionale |
| Distrutta                 | 1472–74        | Educazione di Pan                                                                                     | Luca Signorelli                                     | | Incendio della Flakturm di Friedrichshain | 1945                         | |
| Distrutta                 | 1474           | Madonna e Santi affresco                                                                              | Luca Signorelli                                     | Nella Torre di Città di Castello | Terremoto | 1789                         | |
| Presumibilmente distrutta | 1508-09        | La Calunnia di Apelle affresco                                                                        | Luca Signorelli                                     | Sala delle Udienze del Palazzo del Magnifico | Dispersa dal 1840 | 1512–1840                    | |
| Presumibilmente distrutta | 1508-09        | Festa di Pan affresco                                                                                 | Luca Signorelli                                     | Sala delle Udienze del Palazzo del Magnifico | Disperso dal 1840 | 1512–1840                    | |
| Distrutta                 | 1466–80        | Adorazione dei Magi affresco                                                                          | Perugino                                            | Per il convento di S. Giusto alla Mura | Preparativi della città per l'Assedio di Firenze                                                                                               | 1529                         | |
| Scomparsa                 | 1420–30        | Donne al bagno                                                                                        | Van Eyck                                            | | Perduto |                              | Raffigurato nella Galleria del 17' secolo di Cornelis van der Geest dipinta da Willem van Haecht                                                       |
| Scomparsa                 | 1430–32        | I Giudici Integri pannello dal Polittico dell'Agnello Mistico                                         | Van Eyck                                            | | Rubato | 1934                         | |
| Distrutta                 | 1441           | Vergine e Bambino con Donatore trittico                                                               | Van Eyck                                            | dipinto Nicholas van Maelbeke, prevosto della Cattedrale di San Martino, Ypres                                                                                               | Rimosso dalla cattedrale e perso durante l'occupazione francese dell'Olanda, 1792–1815                                                         | 1792–1815                    | Una copia del 1629 fu acquistata dal Museo di Bruges nel 2007                                                                                          |
| Distrutta                 | 1444           | Crocifissione                                                                                         | Petrus Christus (attribuito)                        | Già nel Museo di Dessau | Distrutto dai bombardamenti nella II Guerra Mondiale                                                                                           | 1939–45                      | |
| Distrutta                 | 1439-          | Giudizio di Traiano e Giustizia di Herkenbald                                                         | Rogier van der Weyden                               | Dipinti per la Camera Dorata del Municipio di Bruxelles | Bombardamento di Bruxelles | 1695                         | Arazzi eseguiti nel 1450 ca. copiando gli originali disegni dell'artista rimasti                                                                       |
| Distrutta                 | 1509–28        | Deposizione dalla Croce pala d'altare                                                                 | Jan Gossaert                                        | Chiesa di Middelburg | Fulmine e incendio | 1568                         | |
| Presumibilmente distrutta | 1475           | Grande storia di Troia arazzi                                                                         |                                                     | Camera dipinta del Palazzo di Westminster | Rimossi nel 1820 e venduti per dieci sterline ad un mercante di Londra                                                                         | 1820                         | Un acquerello del 18' secolo di un arazzo, di John Carter, è conservato nel Victoria and Albert Museum                                                 |
| Distrutta                 | 1456           | Affreschi                                                                                             | Piero della Francesca                               | Vaticano, distrutti (o coperti) da Raffaello prima di dipingere le Stanze | |                              | |
| Distrutta                 | 1482-          | Cavallo di Leonardo modello in terracotta                                                             | Leonardo da Vinci                                   | | Invasione francese di Milano | 1499                         | |
| Distrutta                 | 1424           | Scene di caccia affreschi                                                                             | Pisanello                                           | Castello di Pavia | Distrutti dai soldati francesi | 1527                         | |
| Scomparsa                 | 1490           | Eva                                                                                                   | Tullio Lombardo                                     | Intagliata dalla Tomba del Doge Andrea Vendramin nella Chiesa di Santa Maria dei Servi, Venezia. Assieme alla sua statua gemella Adamo, ora nel Metropolitan Museum          | Scomparsa dalla vista del pubblico intorno al 1819 quando il Monumento Vendramin fu spostato nella Chiesa dei Santi Giovanni e Paolo a Venezia | 1819                         | |

## Cronologia degli eventi che hanno causato le perdite
Epoca antica
- Terremoto di Rodi del 226 a.C.
- Prima guerra mitridatica
  - Sacco di Atene del 1 marzo 87 a.C.
- Relitto di Anticitera I secolo a.C.
- Invasioni barbariche
  - Sacco di Roma del 24 agosto 410
  - Sacco di Roma del 2 giugno 455
  - Sacco di Roma del 472
- Palazzo di Lauso, incendio del 475
- Rivolta di Nika, 13 gennaio 532

Medioevo
- Iconoclastia bizantina
  - Iconoclastia di Leone III, 726-41
  - Seconda iconoclastia bizantina, 814-42
- Sacco di Roma del 846
- Sacco di Roma del 1084
- Guerre di Jin–Song, 1125-1234
  - Incidente di Jingkang (Sacco di Kaifeng), 9 gennaio 1127
- Quarta crociata, 1202-1204
  - Sacco di Costantinopoli, 12–15 aprile 1204

Rinascimento
- Falò delle vanità, 1492-97
- Distruzione del Palazzo Bentivoglio, 1507
- Sacco di Roma del 1527
- Furia iconoclasta, 1522-99
- Incendi al Palazzo Ducale di Venezia, 1577

Seicento e settecento
- Bombardamento di Bruxelles, 13–15 agosto 1695
- Incendio del Palazzo di Whitehall, 4 gennaio 1698
- Incendio del Coudenberg, 3 febbraio 1731
- Incendio della Real Alcázar di Madrid, 24 dicembre 1734
- Incendio del Palazzo arcivescovile di Kroměříž, marzo 1752
- Terremoto di Lisbona e tsunami, 1 novembre 1755
  - Distruzione del Palazzo reale Ribeira
- Affondamento del Vrouw Maria, 9 ottobre 1771
- Rivoluzione francese, 1789-99

Ottocento
- Rimozione dei Marmi di Elgin, 1801-1805
- Incendio del parco di Exton Hall, 1810
- Incendio di Belvoir Castle, 1816
- Incendio della Basilica di San Paolo fuori le mura,1823
- Incendio del parlamento di Londra, 16 ottobre 1834
- Saccheggio del Palais-Royal, 21–22 febbraio 1848
- Incendio della Biblioteca del Congresso, 24 dicembre 1851
- Distruzione dell'Antico Palazzo d'Estate, 18–21 ottobre 1861
- Incendio del Museo Boijmans Van Beuningen, 1864
- Comune di Parigi, 18 marzo -28 maggio 1871
  - Incendio dell'Hôtel de Ville, maggio 1871
  - Incendio del Palazzo delle Tuileries, 23 maggio 1871
- Incendio della Holker Hall del 1871[6]
- Grande incendio di Boston del 1872
- Incendio della Bath House, 31 gennaio 1873
- Incendio della Pantechnicon warehouse di Londra, 13-14 febbraio 1874
- Sacco di Benin City, 9 febbraio 1897

Novecento
- Terremoto di Messina, 28 dicembre 1908
- Vandalismi alla Gioconda, 21 agosto 1911
- Prima guerra mondiale, 28 luglio 1914 – 11 novembre 1918
- Perdite a causa della Rivoluzione russa e della post-rivoluzione, 1917-1920
- Alluvione del Tamigi (Londra), 7 gennaio 1928
- Incendio del Glaspalast, 6 giugno 1931
- Bottino nazista, 1933-1945
  - Incendio di un appartamento di Berlino, 20 marzo 1939
  - Reichsleiter Rosenberg Taskforce, 1940-45
  - Agenzia Mühlmann, 1939-45
  - Saccheggio dell'unità Einsatzgruppen, 1939-45
  - Saccheggio dell'unità SS-Ahnenerbe, 1939-45
- Panelli dal Ghent Altarpiece, 10 aprile 1934
- Guerra civile spagnola, 1936-39

Seconda guerra mondiale
- Seconda guerra mondiale, 1 settembre 1939 – 2 settembre 1945[7][8]
  - Incendio della Gosford House, 1940
  - Incendio di Castle Howard, 9 novembre 1940
  - Battaglia d'Inghilterra, 7 settembre 1940 - 21 maggio 1941
    - Bombe su Bridgewater House, 11 maggio 1941

  - Bombardamento di Brema, 1942
  - Bombe su Palazzo Archinto (Milano), 1943
  - Battaglia di Monte Cassino, 17 gennaio - 18 maggio 1944
  - Bombardamento della Cappella Ovetari, 11 marzo 1944
  - Incendio della navi di Nemi, 31 maggio - 1 giugno 1944
  - Bombardamento di Dresda, febbraio 1945
  - Fuoco allo Schloss Immendorf, maggio 1945
  - Incendio della Torre Friedrichshain, maggio 1945[9]
  - Raid aerei su Ashiya, 5–6 agosto 1945
  - Furto di arte medievale dal Quedlinburg, 19 aprile - giugno 1945
  - Arte perduta in epoca sovietica, 1939-45
- Perdite nel Castello di Kronberg, 5 novembre 1945
- Distruzione delle sculture di Arno Breker, 1945

Guerra fredda
- Incendio nello studio di Arshile Gorky, 1946
- Furto presso l'Alfred Stieglitz Gallery, 1946
- Incendio al Musée des Beaux-Arts di Strasburgo, 13 agosto 1947
- Incendio alla Coleshill House, 23 settembre 1952
- Incendio al MoMA, 15 agosto 1958
- Volo American Airlines 1, 1962
- Furto al Dulwich College Picture Gallery, 30 dicembre 1966
- Furto all'Izmir Archaeology Museum, 24 luglio 1969
- Furto all'Oratorio di San Lorenzo, ottobre 1969
- Furto alla Stephen Hahn Gallery, 17 novembre 1969
- Furto al Museo delle belle arti di Montréal, 4 settembre 1972
- Furto al Musée Albert-André, Bagnols-sur-Cèze, 12 novembre 1972
- Invasione di Cipro, 1974
- Furto alla Russborough House, 1974
- Furto di Picasso al Palazzo dei Papi, 31 gennaio 1976
- Distruzione dell'installazione Corridart, Montreal, 1976
- Incendio al Museo di Arte Moderna di Rio de Janeiro, 8 luglio 1978[10]
- Sparizione del Boeing 707-323C, 30 gennaio 1979
- Furto al Mayer Institute for Islamic Art, 15 aprile 1983
- Attacco incendiario al Kunsthaus di Zurigo, 1985
- Furto al Musée Marmottan Monet, 28 ottobre 1985
- Furto alla Russborough House, 1986
- Furto alla Neue Nationalgalerie, 27 maggio 1988

Post guerra fredda
- Furto all'Isabella Stewart Gardner Museum, 18 marzo 1990
- Furto al Lincoln's Inn, 16 settembre 1990
- Furto all Houghton Hall, 30 settembre 1992
- Incendio al castello di Windsor, 20 novembre 1992
- Attentato dei Georgofili, 1993
- Furto al Moderna Museet, 8 novembre 1993
- Furto de L'urlo, 12 febbraio 1994
- Furto alla Schirn Kunsthalle di Francoforte, 28 luglio 1994
- Furti di Stéphane Breitwieser, 1995-2001
- Attentato di Oklahoma City, 19 aprile 1995
- Furto alla Galleria Ricci Oddi, 18 febbraio 1997
- Furto al Louvre, 3 maggio 1998
- Volo Swissair 111, 2 settembre 1998
- Furto al Ashmolean Museum, 31 dicembre 1999

Anni 2000
- Furto al Museo nazionale di Stoccolma, 22 dicembre 2000
- Furto alla Russborough House, 2001
- Furto al Museo Nationale di Poznań, settembre 2000
- Furto al Sofia Imber Contemporary Art Museum, 2000-2002
- Iconoclastia Talebana, marzo 2001
- Furto all'Ermitage, 22 marzo 2001
- Attentati dell'11 settembre 2001
  - Crollo del World Trade Center, 11 settembre 2001
- Distruzione delle opere trafugate da Stephane Breitwieser, novembre 2001
- Furto al Museo Frans Hals, 25 marzo 2002
- Furto alla Edenhurst Gallery, 28 luglio 2002
- Furto alle Russborough House, settembre 2002
- Furto al Van Gogh Museum, 8 Decembre 2002
- Guerra d'Iraq, 2003
  - Furti al Museo nazionale iracheno, 8–12 aprile 2003
- Furto al Kunsthistorisches Museum, 11 maggio 2003
- Furto al Castello di Drumlanrig, 27 agosto 2003
- Incendio al Momart, 24 maggio 2004
- Furto all'Arcispedale di Santo Spirito in Saxia, 31 luglio 2004
- Furto al Museo Munch, 22 agosto 2004
- Furto alla Neumann Foundation, 27 ottobre 2004
- Furto al Victoria and Albert Museum, 29 dicembre 2004
- Furto al Westfries Museum, 9 gennaio 2005
- Furto alla Henry Moore Foundation, 15 dicembre 2005
- Furto al Museo Strindberg, 15 febbraio 2006
- Furto al Museu da Chácara do Céu, 24 febbraio 2006
- Furto al Museo d'arte di San Paolo, 20 dicembre 2007
- Furto alla Collezione Bührle, 10 febbraio 2008
- Furto alle Pinacoteca di Stato di San Paolo, 12 giugno 2008
- Incendio Hélio Oiticica, 16 ottobre 2009
- Furto al Musée d'Art Moderne de la Ville de Paris, 10 maggio 2010
- Furto al Dulwich Park, 20 dicembre 2011
- Furto alla Kunsthalt, 16 ottobre 2012
- Presunto furto e distruzione delle opere di Olda Dogaru, luglio 2013
- Incendio al Clandon Park, 15 aprile 2015
- Distruzioni a Palmira, agosto 2015
- Incendio al Museo nazionale del Brasile, 2 settembre 2018

## Ricerca e recupero delle opere
L'Art Loss Register è un database internazionale computerizzato che acquisisce informazioni sugli oggetti d'arte smarriti o rubati, come d'antiquariato e da collezione. È gestito da una società commerciale con sede a Londra.
Un numero di ricerche e di recuperi sono stati creati in risposta ad importanti eventi di perdita, in particolare: 
- Monumenti, Belle Arti, e archivi di programmi ("Monuments Men"), 1943-1946
- Ufficio di rivendicazione e danni (Polonia), gestito 1945-1951
- Ufficio del rappresentante del governo per il polacco del patrimonio culturale all'estero, 1991